# Monarde ponctuée
Monarda punctata
Classification phylogénétique
Espèce
La Monarde ponctuée, Monarda punctata, est une espèce de plantes à fleurs de la famille des Lamiacée originaire d'Amérique du Nord. C'est une plante de jardin appréciée pour ses feuilles colorées de rose qui entourent les véritables fleurs, à la manière du poinsettia. Son parfum rappelle celui de la bergamote.

## Description
C'est une plante vivace non rustique à feuilles duvetées et lancéolées à fleurs jaunes tachetées de pourpre entourées d'une couronne de feuilles ayant pris une teinte rosée. Elle mesure entre 30 et 60 cm (rarement 90).

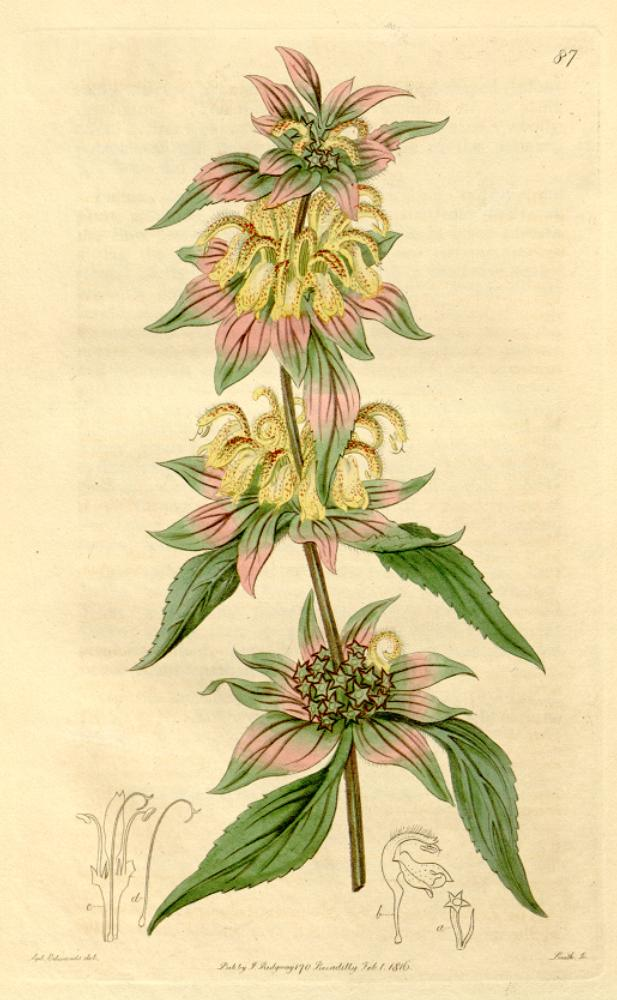
Monarde ponctuée par Sydenham Teak Edwards (1768-1819).

## Histoire
Le nom scientifique de la menthe aquatique - monarda - provient de celui du médecin espagnol Nicolas Monardes dont l'herbier détaillait, dès 1597, les usages médicinaux de nombreuses plantes du Nouveau Monde. Elle était consommée par de nombreux indigènes tels que les Indiens Winnebagos et Dakotas pour ses vertus médicinales.

## Utilisation

### Usage médicinal
La monarde ponctuée recèle une huile essentielle puissante : le Thymol.
Elle est d'abord prescrite contre les troubles affectant la digestion et les voies respiratoires. On l'emploie également en cas de fièvre et comme purgatif. Cette plante agit comme un antiseptique pulmonaire. En infusion elle soulage nausées, indigestions, flatulences et coliques. Quel que soit son mode d'administration, elle fait baisser la fièvre, favorise la transpiration et provoque les règles. Déconseillée pendant la grossesse.

### Usage culinaire
Les jeunes feuilles peuvent se consommer à la manière de la marjolaine, en salade ou éventuellement, en sauce.

## Culture
Semis mars-avril sous abris pour avoir une floraison dès la première année ou en été en pleine terre pour l'année suivante. Elle  préfère les terrains sablonneux, en plein soleil. Elle attire de nombreux papillons et insectes pollinisateurs.